# رأس المطرقة
رأس المطرقة أو العَوْهَق أو مطرقي الرأس (بالإنجليزية: Scopus umbretta)‏ أو اللقلق مطرقي الرأس وهو طائر مخوض متوسط الحجم. شكل رأسه ومنقاره المنحني والعرف الموجود في مؤخرة رأسه يذكرنا بشكل المطرقة، لذا كان اسمه الطائر مطرقي الرأس. يتجول ذلك الطائر من أفريقيا، مدغشقر وإلى الجزيرة العربية، في المستنقعات من مجموعات متنوعة، بما في ذلك مصبات الأنهار، وعلى ضفاف البحيرات، وبرك السمك، وعلى ضفاف الأنهار، والسواحل الصخرية في تنزانيا. الطائر مطرقي الرأس الذي يعد من الطيور غير الرحالة التي تظهر تحركات محلية، غير مهدد عالميًا وهو متوفر محليًا في إفريقيا ومدغشقر.

## التصنيف والنظاميات
غالبًا ما يدرج الطائر مطرقي الرأس تحت اللقلقيات، ولكنها تعد أقرب إلى البجعيات. وتشكل عائلة (سكوبيدى)، وجنس (سكوبس) كلٍ على حدة بسبب صفاتها الفريدة.

### السلالة
توجد سلالتان منه، Scopus umbretta umbretta وScopus umbreta minor.
- تعيش سلالة S. u. umbretta، في أفريقيا الاستوائية، وجنوب غرب الجزيرة العربية، ومدغشقر.
- وتوجد سلالة S. u. minor، في الحزام الساحلي من سيراليون إلى شرق نيجيريا.

## الوصف

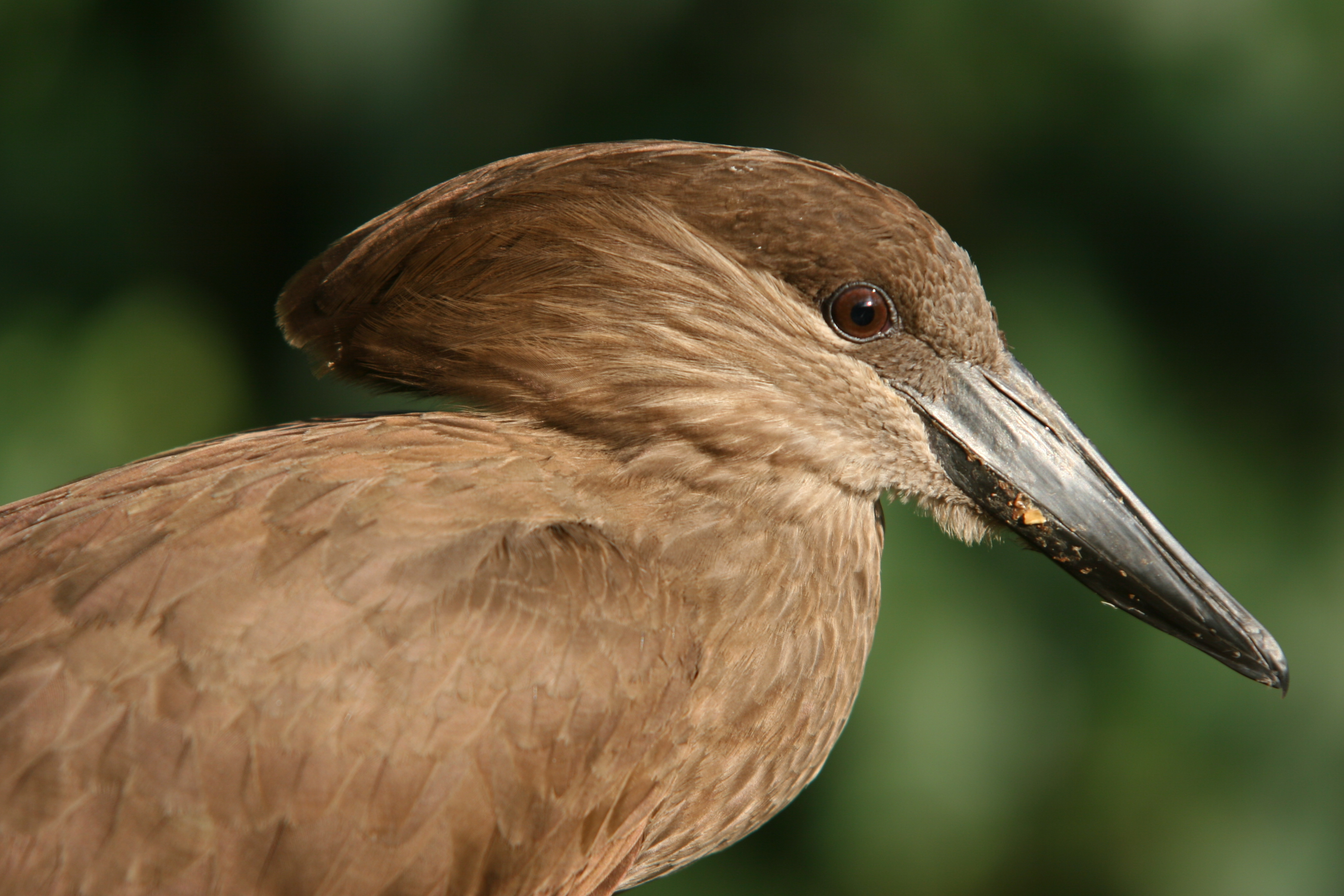
سلالة S. u. minor تعد أصغر حجمًا وأكثر قتامة.

ريشها يميل للبني الباهت مع تقزح أرجواني على الظهر (وسلالة S. u. minor تكون أكثر قتامة) وله منقار طويل، مفلطح، مع انحناء بسيط. وتعد الرقبة والأرجل أقصر من معظم الحيوانات في رتبة اللقلقيات. والطائر مطرقي الرأس له قدم مكفف جزئيًا، لأسباب غير معروفة. وإصبعه الأوسط يشبه المشط (مشطي) مثل تلك التي للبلشونيات. ذيله قصير وأجنحته كبيرة، وواسعة النطاق، ومدببة الطرف؛ ويحلق بشكل جيد. وعندما يفعل ذلك، تمد رأسها للأمام كـطائر اللقلق أو طائر أبو منجل، ولكنه عندما يرفرف، فإنه يلف رقبته إلى الخلف بشكل يقارب البلشونيات.
ويضم صوته صوت القوقأة ونداء شديد يصدره أثناء ترحله. وفي معظم الأحيان يكون الطائر مطرقي الرأس ساكنًا إلا إذا كان في جماعات.

## التوزيع والسكن
يظهر الطائر مطرقي الرأس في أفريقيا جنوب الصحراء الكبرى، ومدغشقر، والساحل الجنوبي الغربي لـ الجزيرة العربية في جميع مواطن الأراضي الرطبة، بما في ذلك الأراضي المروية مثل حقول الأرز، والسافانا والغابات. ومعظمها تبقى مستقرة في أراضيها، والتي تحتجزها أقرانها، ولكن البعض الآخر يتحرك إلي مواطن مناسبة أثناء موسم الرطوبة فقط. ومتى يقوم الناس بابتكار كيانات مائية مع السدود والقنوات، ينتقل إليها الطائر مطرقي الرأس بسرعة.

## السلوك والنظام البيئي
يختلف سلوك الطائر مطرقي الرأس عن أي طائر آخر. وإحدى الصفات غير المعتادة أن تلك الطيور وحتى سن العاشرة تنضم في «أسراب» يحلقون فيها في دوائر حول بعضهم البعض، ويتنادون بأصوات مرتفعة، رافعين أعرافهم، مرفرفين بأجنحتهم. ومن الصفات الأخرى أيضًا «الاعتلاء الزائف»، فقد يعتلي طائر طائرَا آخر ويكون من الظاهر أنه يركب فوقه، إلا أنهم قد لا يكونون أزواجًا ولا يقومون بالتزاوج.

### التكاثر

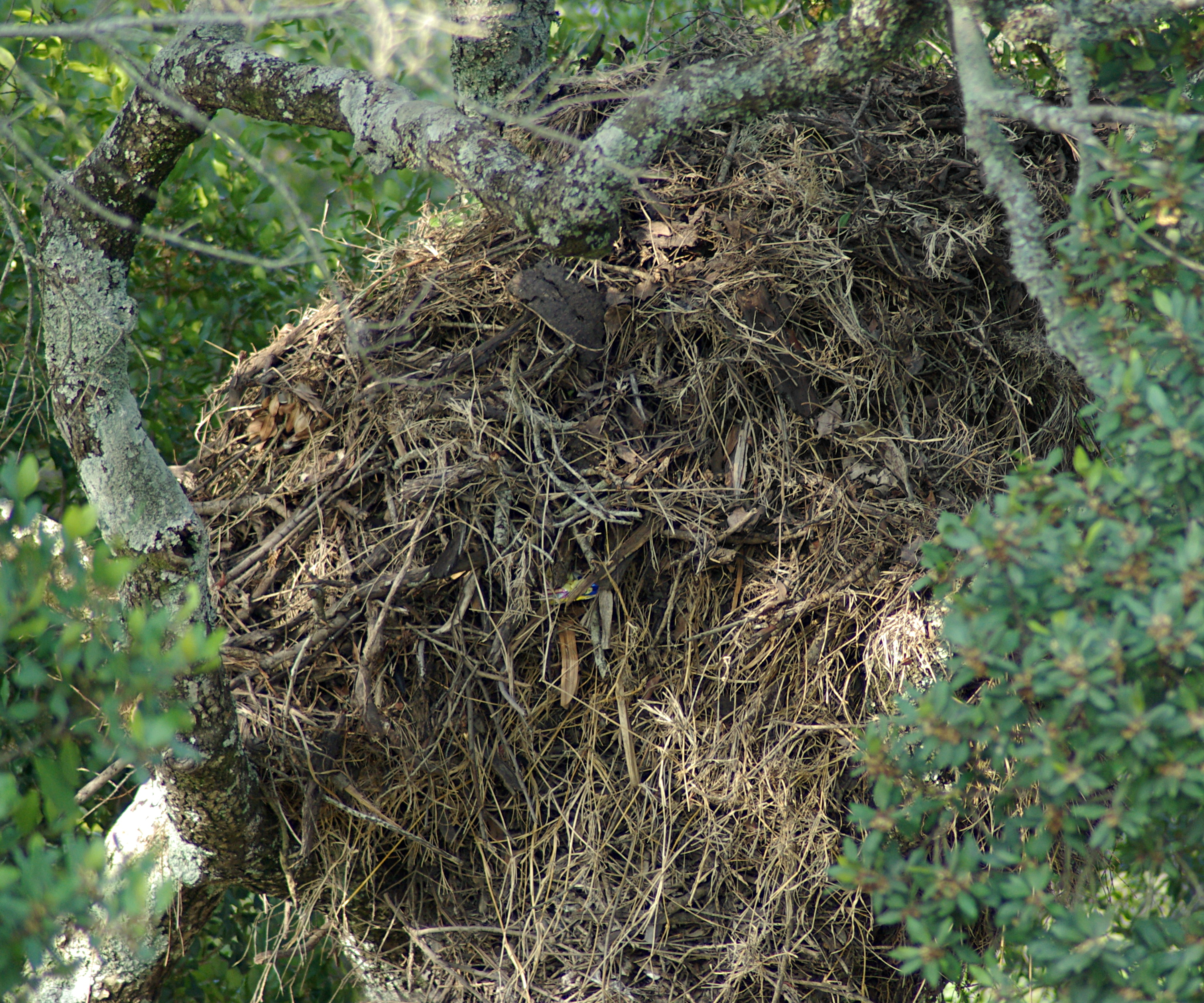
نظرة جزئية للعش. قطعة بلاستيكية زاهية الألوان تظهر في المنتصف.

يعد الجانب الأغرب من تصرفات الطائر المطرقي الرأس هو بناء عش ضخم، يزيد أحيانًا عن 1.5 م، ويحتوي أحيانًا على ما يقرب من 10000 عود ويكون قويًا بدرجة تكفي احتمال وزن إنسان. وتقوم الطيور بتزيين العش من الخارج باستخدام أي شيء له ألوان زاهية يمكنها الحصول عليه. وإذا أمكن، يقوم ببناء العش في فرع الشجرة، وغالبًا ما يكون فوق المياه، ولكن إذا اقتضت الضرورة فيقوم بالبناء على الضفاف، أو المنحدرات، أو على جدار أو سد بناه الإنسان، أو على الأرض. ويبدأ الزوج بعمل رصيف من العيدان متماسكة بالطين، ثم يبني الجدران والسطح المقبب. ويتراوح عرض المدخل المجصص بالطين من 13 إلى 18 سم في القاع ويؤدي عن طريق نفق طوله 60 سم إلى غرفة كبير بدرجة تكفي الآباء والصغار.
تعتبر تلك الطيور بناءة أعشاش قاهرة القوة، حيث تبني من 3 إلى 5 أعشاش في العام سواء تكاثرت أم لم تتكاثر. ويجبر كل من البومة المصاصة وبعفة تلك الطيور على ترك أعشاشها وتقوم بأخذها، ولكن بعد ترك البوم للأعشاش من الممكن أن تعود الطيور مطرقية الرؤوس لاستخدامها. تعيش الثعابين، والثدييات الصغيرة كـالرباح، والعديد من الطيور المختلفة في أعشاش مهجورة، وقد توصل الحباك، وطائر الزرزور الكبير، والحمام أعشاشها بالخارج.
وفي العش المصنّع، يقوم الأزواج بعمل عروض مماثلة لتلك التي كانت مع مجموعة الأسراب والأقران، وغالبًا ما تحدث على قمة العش. وتحتوي القبضة على ما يتراوح من 3-7 بيضات والتي تبدأ باللون الأبيض ولكنها سرعان ما تتحول إلى المبقع. وكلا الجنسين يحتضن البيض لمدة تتراوح من 28 إلى 30 يومًا. وكلاهما يُطعِم الصغار، وغالبًا ما يتركونهم لفترات طويلة بمفردهم؛ وتلك العادة الغريبة للطير المخوض قد تكون ممكنة عن طريق جدران سميكة للعش. تفقس الصغار وتكون مغطاة باللون الرمادي. وبعد 17 يومًا من الفقس، يتطور الريش الموجود على رأسها والعرف، وفي غضون شهر، يتطور ريش الجسد. ويترك الطائر عشه في يومه الرابع والأربعين أو في يومه الخمسين ولكنه يعود إليه في الليل حتى يبلغ شهرين من تاريخ الفقس.

### الغذاء والتغذية
يتغذى الطائر مطرقي الرأس في فترة النهار، وغالبًا ما يأخذ استراحة عند الظهيرة ليجثم قليلاً. وفي العادة يتغذون بمفردهم أو في أزواج. ويماثل غذاؤها غذاء طائر الكراكي طويل الساق، والأكثر أهمية هو البرمائيات. كما تتغذى على الأسماك، والروبيان، والحشرات، والقوارض. وتتجول في المياه الضحلة للبحث عن فريسة، وتقوم بالخلط بين قدميها فتضع قدمًا في القاع وترفع الأخرى أو تقوم بفتح أجنحتها بشكل مفاجئ لتطارد فريستها في مخبئها. وتستخدم نفس تقنية الخلط لتحديد مكان الطعام في وسط بقايا الأسماك.

## في مجال الثقافة
يوجد الكثير من الأساطير التي تتحدث عن الطائر مطرقي الرأس. وفي بعض المناطق، يصرح الناس أن باقي الطيور تساعده في بناء عشه. وقد نقل المخبرين الـXam لويلهيلم بليك (Wilhelm Bleek) أن طيران الطائر مطرقي الرأس وصراخه فوق معسكرهم، يعني أن ثمة شخص قريب لهم قد توفي.
كما يعرف في بعض الثقافات بـطائر البرق، ويعتقد سكان أدغال كلهاري أنه إذا أصيب أحدهم بالبرق كان ذلك بسبب محاولة أحدهم سرقة أحد أعشاش الطائر مطرقي الرأس. كما يعتقدون أن إله العدو (Khauna) كان يبغض أن يقتل أحد الطائر مطرقي الرأس. ووفقًا لمعتقد الملغاشي، فإنه إذا حاول أحد ما تدمير عشه فسيصاب بـالجذام، وهناك قصيدة تسمى «الطير الشرير». وقد أعطت تلك المعتقدات نوع من الحماية للطائر.
سميت سكوبس، قاعدة بيانات لملخصات واستشهادات لمقالات دورية علمية، على اسم ذلك الطائر، حيث إن الطائر مطرقي الرأس معروف بمهارات ملاحة متفوقة.